# Hey You
«Hey You» (de l'anglès, "Ei, tu") és la primera cançó del costat A del segon disc de l'onzè àlbum del grup anglès de rock progressiu Pink Floyd, The Wall, de 1979. Va ser escrita per Roger Waters. Té una duració de 4 minuts i 40 segons; va després «Goodbye Cruel World» i abans de «Is There Anybody Out There?». Va ser llençada com a cara B del senzill «Comfortably Numb» l'any 1980 a països com Austràlia i el Canadà, entre d'altres. Per por a que la pel·lícula s'allargués massa, «Hey You» no va ser inclosa a Pink Floyd: The Wall, al igual que «The Show Must Go On».

## Trama
En aquest punt de l'àlbum conceptual, el protagonista Pink s'adona de que està totalment atrapat dins del mur i es pregunta si ha sigut bona idea fer un mur tan alt i tan fort (aïllar-se mentalment totalment de tothom); igualment, ja és massa tard, i s'adona de que ningú pot entrar ni sortir d'un mur imaginari com el seu, i que imaginar-se podent sortir és només una fantasia. Ell també intenta demanar ajuda a qui li pugui escoltar des de fora de la paret, però ningú ho fa. Així, encara que ho intenta i suplica, Pink no és capaç d'alliberar-se del mur imaginari que ell mateix ha creat.

## Composició
La cançó comença amb la guitarra acústica de Gilmour en l'escala de Mi menor en un volum baix. Als deu segons s'uneix el baix fretless (sense trasts) també gravat per ell i dos versos després s'uneix la seva veu als versos (tot això en un ritme lent). Després d'una estrofa s'uneix la bateria de Mason i un vers després s'entra a un interludi amb Gilmour improvisant sobre Mi menor, i anant cada vegada més amunt, fins a frenar. Llavors comença un altre interludi amb la guitarra acústica i la veu de Waters de manera predominant. Després d'això, comença una part similar a l'inici; el segueix una tornada, i la cançó s'acaba amb el crit de Waters, que diu: "Together we stand, divided we fall." (de l'anglès: "Junts seguim en peu, separats caiem."), repetint-se amb ressò la frase "we fall, we fall".

## Personal
- Roger Waters: Veu (pont i darrer vers)
- Nick Mason: Bateria
- David Gilmour: Baix elèctric fretless, guitarres acústiques de 6 i 12 cordes, guitarra elèctrica, pedal d'acer, veu (primer i segon vers)
- Richard Wright: Piano elèctric Fender Rhodes, orgue Hammond, sintetitzador
- James Guthrie: Taladre.[5]